# Earthworm Jim
Earthworm Jim è un videogioco a piattaforme prodotto nel 1994 dalla software house Shiny Entertainment per il Mega Drive, e successivamente convertito per Super Nintendo, Sega Master System, Game Boy e Game Boy Advance, Game Gear e Windows 95. Il 3 ottobre 2008 la versione Mega Drive è uscita per l'Europa attraverso il servizio Virtual Console del Wii, mentre il 27 dello stesso mese per il mercato statunitense.

## Trama
Jim è un lombrico come tanti altri. Un giorno dallo spazio piove sulla Terra la "Space Suit", una tuta spaziale dalle incredibili capacità. Jim ci si infila per caso e da quel momento assume intelligenza umana e un aspetto antropomorfo; i suoi guai però sono appena iniziati, dato che il malvagio cacciatore di taglie galattico Psy-Crow (un corvo spaziale) è intenzionato a recuperare la tuta spaziale per conto della regina aliena "Queen Slug-for-a-Butt". Jim si imbarca allora per un'avventura spaziale che lo porterà a visitare bizzarri mondi alieni, combattere contro personaggi strampalati e salvare la principessa What's-her-Name.

## Modalità di gioco
Jim è in grado durante le fasi platform di correre e saltare grazie al suo nuovo aspetto antropomorfo, di sparare con la sua pistola laser (le munizioni sono disseminate per i livelli), e inoltre di usare la sua "testa" per appendersi ai ganci e dondolarsi per ottenere lo slancio necessario a lanciarsi sulle altre piattaforme.
Talvolta tra un livello e l'altro si dovranno affrontare alcune missioni chiamate "Andy Asteroids?" (il nome deriva da Andy Astor, uno dei programmatori Shiny), strutturate come una corsa spaziale contro Psy-Crow visualizzata in pseudo-3D. In questi livelli, Jim dovrà vincere la gara con Psy-Crow raccogliendo bonus che aumentano la velocità del suo razzo ed evitando di schiantarsi contro i vari asteroidi. In caso di vittoria Jim procederà automaticamente al livello successivo, altrimenti dovrà affrontare in combattimento diretto il suo rivale. Più in là vengono affrontate queste missioni nel corso del gioco, più difficile sarà il combattimento contro Psy-Crow in caso di sconfitta.
Nel corso dei livelli regolari si dovranno affrontare anche altre prove, come l'attraversamento di una sorta di labirinto subacqueo a bordo di un batiscafo in un tempo limite ed evitando la rottura dello stesso, o una sfida a bungee jumping.

### Livelli
Breve descrizione dei livelli di gioco.
New Junk CityJim affronta una serie di corvi e cani rabbiosi in un'immensa discarica, utilizzando vecchi copertoni per saltare più in alto. Il boss è Chuck, il proprietario della discarica, che quando viene colpito rigurgita pesci.
What The Heck?il pianeta Heck, simile ad alcune rappresentazioni dell'inferno (infatti heck è un eufemismo inglese per dire "hell") per la sua abbondanza di lava, spuntoni, spiriti maligni... nonché di avvocati e di un pupazzo di neve come boss di metà livello. Il boss finale è Evil The Cat, malvagio felino che va colpito per 9 volte, tante quante sono le sue vite.
Down The TubesJim percorre i corridoi di un complesso sottomarino evitando i giganteschi gatti che lo pattugliano ed eliminando quelli più piccoli con l'aiuto di una specie di criceto gigante da cavalcare. Una sezione del livello è un labirinto subacqueo da percorrere in un batiscafo. Al termine si dovrà affrontare Bob il pesce rosso.
Snot A Problemuna gara di bungee jumping: Jim e Major Mucus sono attaccati a corde appese sopra un lago abitato da un mostro. Per vincere Jim deve sbattere contro le pareti Major Mucus senza essere mangiato dal mostro.
Level 5Jim deve percorrere l'enorme laboratorio del professor Monkey-for-a-Head (che, come implica il nome, ha una scimmia congiunta alla testa) e affrontare un pollo meccanizzato durante una caduta libera infinita.
For Pete's Sake!Jim deve scortare il suo amico Peter Puppy da una parte all'altra del livello, sparando ai nemici e agli ostacoli che appaiono e usando la propria testa come frusta per far saltare Peter oltre ai baratri. Nel caso Peter subisca dei danni, da cagnolino si trasformerà in un enorme mostro che sbranerà Jim facendogli perdere energia e riportandolo più indietro nel livello.
Buttvilleun livello costituito quasi interamente da spuntoni, Jim deve usare la sua testa a mo' di elicottero per evitarli. Al termine lo aspetta il confronto finale con Queen-Slug-for-a-Butt.

### Differenze nelle varie versioni
La versione Mega Drive possiede un livello aggiuntivo chiamato Intestinal Distress, che sembra avere luogo in un colossale intestino, al cui termine si deve affrontare il boss "Doc Duodenum", una sorta di duodeno umanizzato.
Nella versione speciale del gioco uscita per Sega Mega CD e successivamente anche per Windows 95 è invece presente il livello Big Bruty, in cui Jim deve sfuggire a una specie di dinosauro cieco che lo vuole sbranare, facendosi seguire dal bestione grazie al suo odorato e cercando di condurlo in trappola.

## Serie
- 1994 - Earthworm Jim
- 1995 - Earthworm Jim - Special Edition (Sega Mega CD, PC)[3]
- 1995 - Earthworm Jim 2 (Mega Drive, Super NES, Saturn, PlayStation, PC)
- 1999 - Earthworm Jim: Menace 2 the Galaxy (Game Boy Color)
- 1999 - Earthworm Jim 3D (Nintendo 64, PC)
- 2010 - Earthworm Jim HD (Xbox 360, PlayStation 3)[4]
- 2021 - Earthworm Jim 4 (esclusiva per Intellivision Amico)[5]

Pubblicazioni cancellate:
Nel 2007 viene annunciato Earthworm Jim, remake del primo gioco per Sony PSP, poi cancellato. Nel 2018 Earthworm Jim HD viene rimosso dagli store.
Nell'aprile 2008 era stato annunciato il ritorno del personaggio in un quarto capitolo futuro, ma poi posticipato.
Altri giochi:
Jim è apparso anche nel picchiaduro uno contro uno ClayFighter 63⅓ (1998) di Interplay come personaggio giocabile, e come personaggio segreto nella versione PC del picchiaduro a incontri Battle Arena Toshinden.

## Altri media

### Serie animata
Nel 1995-96 è stata realizzata una serie animata, intitolata semplicemente Earthworm Jim, consistente in due stagioni per un totale di 23 episodi. Nella serie apparivano tutti i vari personaggi comparsi nei primi due giochi della serie e alcuni creati appositamente per il cartoon.
La voce di Jim è stata affidata nella versione originale a Dan Castellaneta, meglio noto come doppiatore di Homer Simpson. In Italia la serie venne acquistata e annunciata da Mediaset per una messa in onda su Italia 1 all'inizio degli anni 2000, ma attualmente resta ancora inedita. Nonostante ciò, nel 2016 è stato reso noto il titolo della sigla italiana (realizzata appositamente per la serie nel 2003), "Jim l'astroverme", pubblicata per la prima volta nell'album "#lesiglepiùbelle" di Cristina D'Avena, con la partecipazione di Claudio Moneta, doppiatore italiano di Jim.

### Fumetti
Una collaborazione tra Marvel Comics e Shiny Entertainment porta nel dicembre 1995 alla pubblicazione sotto il marchio Marvel absurd di un fumetto omonimo in tre volumi con protagonista Jim, Peter e i boss del gioco, sceneggiato da Dan Slott. In questa storia Peter appare un po' più adulto e vestito, in confronto al gioco. La tuta di Jim viene illustrata come un dispositivo robot pilotabile.
Earthworm Jim: Launch the Cow! è una graphic novel dall'autore originale Doug TenNapel pubblicata nel 2019.